# Antonio Barragán
Antonio Barragán Fernández (Puentedeume, La Coruña, España, 12 de junio de 1987) es un exfutbolista español que jugaba de defensa. Disputó más de 300 partidos en su carrera profesional, divididos entre la Liga y la Premier Ligue. Tras su retirada en 2023, trabaja como preparador en la cantera del Real Betis.

## Trayectoria
Nació en Puentedeume, en la provincia de La Coruña, aunque se trasladó con pocos años a Sevilla, de donde procede su familia. Se inició en la cantera del Sevilla F. C., donde alcanzó hasta el equipo juvenil. En el verano de 2005, con 18 años y sin haber debutado con el primer equipo, rechazó vincularse profesionalmente con el equipo sevillista y fue contratado por el Liverpool Football Club, con el que firmó su primer contrato profesional. En el equipo británico, donde jugó únicamente un partido en competición oficial, solo permaneció una temporada.
En 2006, después de ganar el campeonato de Europa sub-19 con la selección española, firmó un contrato de cinco años con el Deportivo de la Coruña, solicitado por su entonces entrenador, Joaquín Caparrós. El primer año disputó un total de 22 encuentros entre Liga y Copa del Rey, arrebatándole en 16 ocasiones la titularidad a Manuel Pablo. En su segunda temporada en el club gallego, perdió protagonismo y tan solo disputó 12 encuentros. En abril de 2008 sufrió una grave lesión que le mantuvo varios meses de baja. Al principio de su tercera temporada, cuando terminaba la recuperación de su lesión, no fue inscrito en la competición y denunció al club gallego. Finalmente, en febrero de 2009 rescindió su contrato. 
En verano de 2009 llegó a la disciplina blanquivioleta del Real Valladolid C. F. con la carta de libertad y firmó por tres años. Tras dos temporadas en el club pucelano, el 30 de agosto de 2011 fichó por el Valencia C. F. que pagó 1,8 millones de euros por su contratación. Allí permaneció cinco temporadas.
En julio de 2016 volvió a la Premier League al ser traspasado al Middlesbrough F. C. En el verano de 2017, tras el descenso de categoría del club inglés, salió cedido al Real Betis Balompié, con una opción de compra obligatoria sometida a determinadas condiciones. En julio de 2018 el club andaluz hizo efectiva la opción de compra que tenía y se prolongó su relación hasta 2020, año en el que puso fin a su etapa en la entidad verdiblanca tras ir perdiendo protagonismo con el paso del tiempo.
El 4 de octubre de 2020 se convirtió en jugador del Elche C. F. Allí militó durante dos temporadas y el 26 de mayo de 2022 comunicó su marcha del club ilicitano. En febrero de 2023 anunció su retirada como jugador. A partir de entonces, formó parte de la dirección deportiva del Elche C. F. en la Segunda División de España.
En septiembre de 2024, comenzó su carrera como entrenador y se incorporó como preparador a la cantera del Real Betis.

## Selección nacional
Fue habitual en las categorías inferiores de la selección española, dándose a conocer como titular en el Europeo sub-19 de 2006 que ganó selección de España con futbolistas como Gerard Piqué, Juan Mata, Diego Capel, Mario Suárez o Jeffren.
Tras este triunfo, en octubre de 2006 fue convocado por primera vez para la selección sub-21 por Iñaki Sáez, y en 2007 seguía acudiendo a convocatorias, hasta que su grave lesión en 2008 impidió su continuidad.

## Clubes
| Club                         | País       | Año       | Partidos | Goles |
| ---------------------------- | ---------- | --------- | -------- | ----- |
| Liverpool F. C.              | Inglaterra | 2005-2006 | 1        | 0     |
| R. C. Deportivo de La Coruña | España     | 2006-2009 | 34       | 2     |
| Real Valladolid C. F.        | España     | 2009-2011 | 49       | 1     |
| Valencia C. F.               | España     | 2011-2016 | 151      | 2     |
| Middlesbrough F. C.          | Inglaterra | 2016-2017 | 27       | 0     |
| Real Betis Balompié          | España     | 2017-2020 | 69       | 0     |
| Elche C. F.                  | España     | 2020-2022 | 46       | 0     |

## Palmarés

### Títulos nacionales
| Título | Club            | País       | Año  |
| ------ | --------------- | ---------- | ---- |
| FA Cup | Liverpool F. C. | Inglaterra | 2006 |

### Títulos internacionales
| Título              | Club (*)                  | País    | Año  |
| ------------------- | ------------------------- | ------- | ---- |
| Supercopa de Europa | Liverpool F. C.           | Mónaco  | 2005 |
| Europeo sub-19      | Selección española sub-19 | Polonia | 2006 |

(*) Incluyendo la selección.